# Ballon de barrage
 (novembre 2023).
Si vous disposez d'ouvrages ou d'articles de référence ou si vous connaissez des sites web de qualité traitant du thème abordé ici, merci de compléter l'article en donnant les références utiles à sa vérifiabilité et en les liant à la section « Notes et références ».

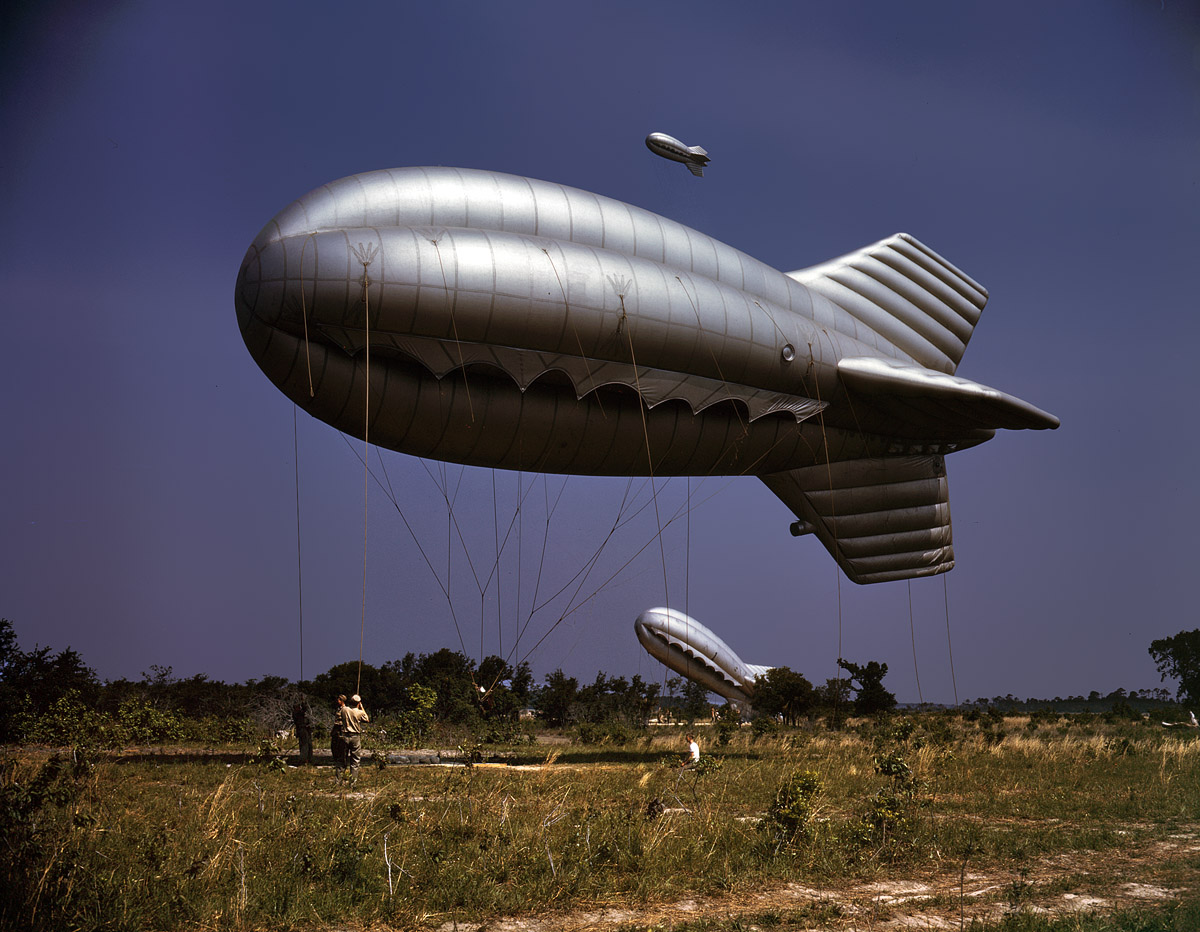
Ballon de barrage sur Parris Island (États-Unis) en mai 1942.

Un ballon de barrage est un type de barrage aéroporté, un grand ballon captif sans équipage utilisé pour défendre des cibles au sol contre les attaques aériennes, en soulevant des câbles d'acier qui présentent aux avions hostiles un risque grave de collision, rendant l'approche de l'attaquant difficile et dangereuse. 
Les premiers ballons de barrage étaient souvent sphériques. Certains étaient équipés d'une petite charge explosive. Le ballon cerf-volant, ayant une forme et un câble de retenue qui stabilisent le ballon et réduisent la traînée, pouvait être utilisé à des vitesses de vent plus élevées qu'un ballon sphérique. Les ballons de barrage ne sont pas utilisés contre les avions à haute altitude, le poids des câbles interdit leur utilisation au delà d'une certaine hauteur.
Inventés durant la Première Guerre mondiale, les ballons de barrage ont été très utilisés durant la Seconde Guerre mondiale, notamment au-dessus de l'Angleterre.

## Histoire

### Première Guerre mondiale
La France, l'Allemagne, l'Italie et le Royaume-Uni ont utilisé des ballons durant la Première Guerre mondiale. Tandis que les armées françaises et allemandes développaient des ballons cerf-volant, les britanniques en avaient des sphériques.
Parfois, notamment autour de Londres, plusieurs ballons étaient utilisés pour soulever un « filet de barrage » : un câble d'acier était tendu entre les ballons et d'autres câbles y étaient suspendus. Ces filets pouvaient être hissés à une altitude comparable au plafond opérationnel (15 000 pieds ou 4 600 mètres) des bombardiers de cette époque. En 1918, les défenses par ballons de barrage autour de Londres s'étendaient sur 80 km et les pilotes allemands capturés en exprimaient une grande peur.

### Seconde Guerre mondiale

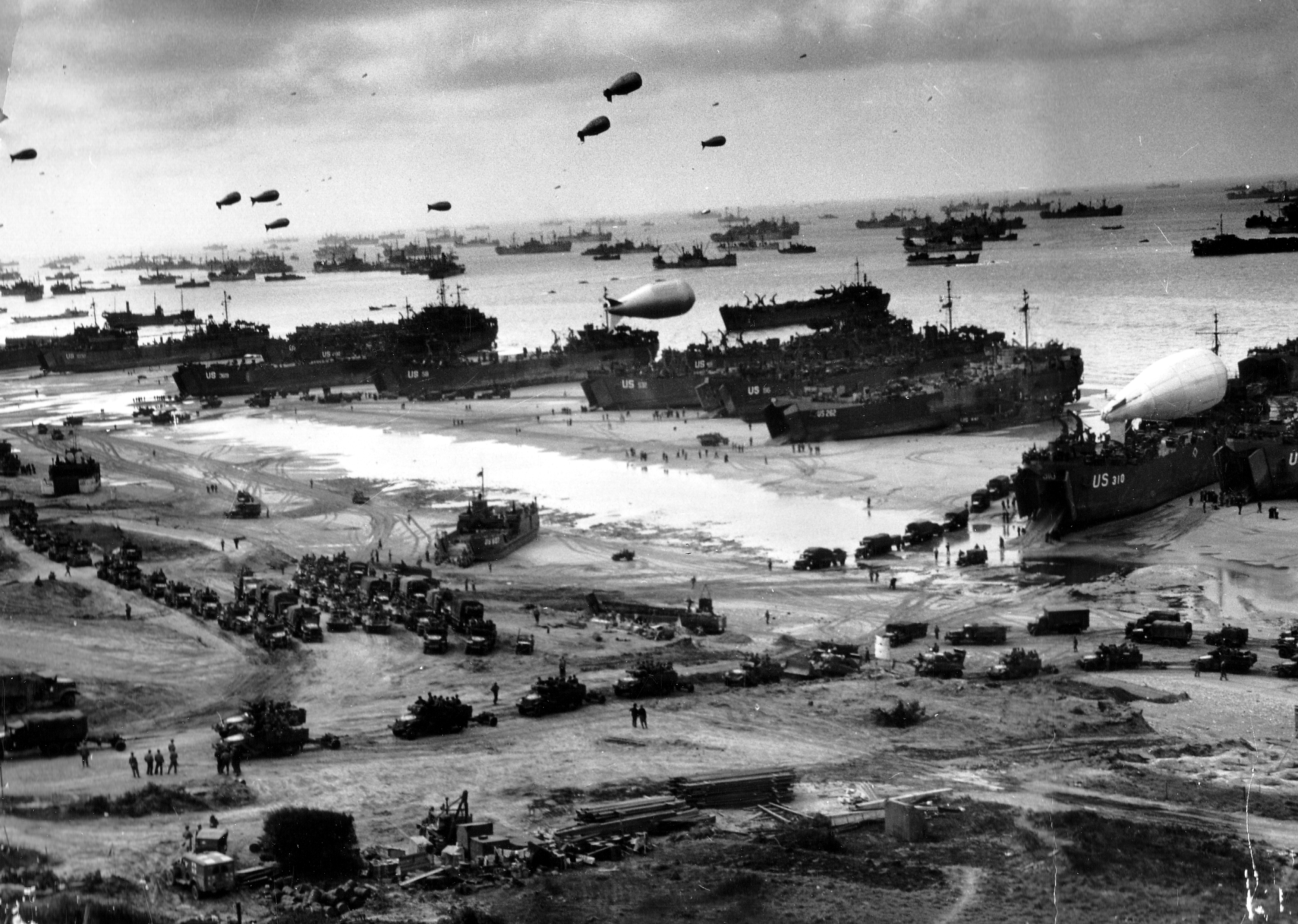
Ballons de barrage lors du débarquement en Normandie.

En 1938, le Commandement britanniques des ballons (Royal Air Force Balloon Command) a été créé pour protéger les villes et les cibles clés telles que les zones industrielles ou les ports. Les ballons étaient destinés à se défendre contre les bombardiers en piqué volant à des hauteurs allant jusqu'à 5 000 pieds (1 500 m), les forçant à voler plus haut et à portée de tirs antiaériens concentrés : les canons antiaériens ne pouvaient pas se déplacer assez vite pour attaquer les avions volant à basse altitude et grande vitesse. Au milieu des années 1940, il y avait 1 400 ballons, dont un tiers au-dessus de la région de Londres.
Alors que le bombardement en piqué était une tactique d'une efficacité dévastatrice contre des cibles non défendues, telles que Guernica et Rotterdam, les bombardiers en piqué étaient très vulnérables aux attaques des avions de chasse lorsqu'ils se retiraient après avoir effectué une plongée de bombardement. En raison de l'efficacité de la tactique des chasseurs de la Royal Air Force consistant à attendre qu'un bombardier en piqué termine sa plongée, puis à bondir lorsqu'il se redressait — un moment où il était lent et vulnérable — l'utilisation de bombardiers en piqué contre le Royaume-Uni a été interrompue par l'Allemagne nazie. Les ballons se sont révélés peu utiles contre les bombardiers allemands de haut niveau par lesquels les bombardiers en piqué ont été remplacés, mais ils ont néanmoins continué à être fabriqués jusqu'à ce qu'il y en ait près de 3 000 en 1944. Ils se sont révélés efficaces contre la bombe volante V-1 qui volait généralement à 2 000 pieds (600 m) ou moins, mais qui était équipée de pinces coupantes sur ses ailes pour contrer les ballons. 231 V-1 auraient été officiellement détruits par des ballons.
Lors du débarquement en Normandie de juin 1944, ils ont été déployés par un escadron afro-américain avec succès.
Les Britanniques ont ajouté deux améliorations à leurs ballons : le « Double Parachute Link » (DPL) et « Double Parachute/Ripping » (DP/R). Le premier était déclenché par le choc d'un bombardier ennemi qui accrochait le câble, provoquant la libération par explosion de cette section de câble avec des parachutes à chaque extrémité ; le poids et la traînée combinés faisant tomber l'avion. Le deuxième était destiné à rendre le ballon inoffensif s'il se détachait accidentellement. Le lourd câble d'amarrage se séparerait au niveau du ballon et tomberait au sol avec un parachute ; en même temps, un panneau serait arraché du ballon, le faisant se dégonfler et tomber indépendamment au sol.
En janvier 1945, lors des raids de la Royal Navy Fleet Air Arm sur les raffineries de pétrole de Palembang, les équipages britanniques furent surpris par l'utilisation massive de ballons de barrage dans les défenses japonaises. Ceux-ci étaient sphériques et plus petits que le type britannique. Un Grumman Avenger a été détruit et son équipage tué après avoir heurté un câble de ballon.
Les ballons de barrage étaient en partie remplis d'hydrogène pur. « Le haut du ballon était rempli d'hydrogène, la moitié inférieure était vide, donc lorsqu'il était placé à une certaine hauteur, il se remplissait d'air naturel », selon Dorothy Brannan, bénévole du ballon de barrage à Portsmouth, en Angleterre.

### Perturbation de ligne électrique
En 1942, les forces canadiennes et américaines ont lancé des opérations conjointes pour protéger les écluses sensibles et le chenal de navigation de Sault-Sainte-Marie le long de leur frontière commune entre les Grands Lacs contre une éventuelle attaque aérienne. Lors de violentes tempêtes d'août et d'octobre 1942, certains ballons de barrage se sont détachés et les câbles traînants ont court-circuité les lignes électriques, provoquant des perturbations localisées dans l'exploitation minière et l'industrie manufacturière. En particulier, la production de métaux a été perturbée. Les archives militaires canadiennes indiquent que l'un des incidents les plus graves, connu sous le nom de « l'incident d'octobre », a causé une perte estimée à 400 tonnes d'acier et 10 tonnes de ferro-alliages.
Ainsi, les ballons ont été stockés pendant les mois d’hiver et l’entraînement a été amélioré. Les leçons tirées des ballons échappés ont conduit à l'opération Outward, un largage intentionnel de ballons traînant des câbles conducteurs pour perturber l’alimentation électrique du continent européen occupé.

### Identification des cibles
Sur la route d'Aix-la-Chapelle, en Allemagne de l'Ouest, en 1944, la 2e force aérienne tactique britannique a fait flotter des ballons de barrage le long de la ligne de front du secteur de la Première armée américaine (alias « ligne de bombes ») pour désigner l'emplacement des troupes amies lors de l'assaut aérien précédant l'avancée de l'armée américaine. Les forces terrestres, qui prirent Aix-la-Chapelle le 21 octobre 1944. À l'inverse, lors de l'avancée de la Première armée au-delà d'Aix-la-Chapelle jusqu'à Düren, à proximité, des ballons de barrage flottaient vers l'est pour marquer l'emplacement des troupes ennemies à bombarder.

### Essais d'armes nucléaires d'après-guerre
Après la guerre, certains ballons de barrage excédentaires ont été utilisés comme ballons à tir captifs pour des essais d'armes nucléaires pendant la majeure partie de la période où les armes nucléaires étaient testées dans l'atmosphère. L'arme était transporté à l'altitude requise sous le ballon de barrage, permettant des tirs d'essai dans des conditions contrôlées à des altitudes beaucoup plus élevées que les tours d'essai. Plusieurs des tests de la série opération Plumbbob ont été portés en altitude à l'aide de ballons de barrage